# Międzynarodowy Dzień Palących Fajkę
Międzynarodowy Dzień Palących Fajkę, ang. International Pipe Smoking Day (IPSD) – międzynarodowe święto obchodzone corocznie 20 lutego, w Polsce od 2008 roku jako Międzynarodowy Dzień Fajczarzy. Pomysłodawcą międzynarodowego dnia osób palących fajki był The Vancouver Pipe Club. 
W 2009 szacunkowo było w Polsce 200-250 tys. fajczarzy, a 250-600 aktywnie uczestniczących w środowisku.